# Đại chủng viện Xuân Bích Huế
Đại chủng viện Huế (tiếng Anh: Major Seminary of Hue) là một trong 9 đại chủng viện ở Việt Nam. Đại chủng viện này tọa lạc tại số 30, đường Kim Long, thành phố Huế, có chức năng đào tạo linh mục cho giáo phận Huế, giáo phận Đà Nẵng và giáo phận Kon Tum. Giám đốc đương nhiệm là linh mục Gioan Baotixita Nguyễn Văn Hào, từ năm 2025. Linh mục Hào còn hiện là Cố vấn thứ III của Bề trên Xuân Bích Tỉnh Pháp Tryphon Bonga.
Đại chủng viện Huế được thành lập trên cơ sở Đại chủng viện Carôlô do Khâm sứ Elzéar des Achards de la Baume sáng lập ở Huế vào thập niên 1970 và được các linh mục Hội Thừa sai Paris duy trì . Ngày 1 tháng 9 năm 1962, Đại chủng viện Huế khai giảng và đã đón nhận các chủng sinh của giáo tỉnh miền Trung: Huế, Đà Nẵng, Kontum, Quy Nhơn, Ban Mê Thuột và Nha Trang. Từ năm 1975, sinh hoạt chủng viện bị gián đoạn.
Ngày 22 tháng 11 năm 1994, Đại chủng viện khai giảng trở lại với 40 chủng sinh của hai giáo phận Huế và Đà Nẵng. Từ năm 1998 có thêm 7 chủng sinh của giáo phận Kontum. Hiện tại, Chủng viện Huế cũng tiếp nhận các chủng sinh đến từ Giáo phận Hưng Hóa.